# HK Liepāja
Le HK Liepāja est un club de hockey sur glace de Liepāja en Lettonie. Il évolue dans l'Optibet hokeja līga, l'élite lettone.

## Historique
Le club est créé en 2014.

## Palmarès
- Champion de Lettonie : 2016.